# 恋人代行サービス
恋人代行サービス（こいびとだいこうサービス）は、派遣型接客サービス業の一種。依頼客から指名されたキャストが恋人役になり、デートの相手をする。一般的にはレンタル彼氏・レンタル彼女と呼ばれる（いずれも商標登録されている）。

## 概要
日本では2012年（平成24年）頃に始まり、2013年（平成25年）頃にテレビ番組で紹介されてから急速に市場が拡大した。
恋愛経験が乏しい男女のデート体験が主だが、若い頃のときめきを再び体験したい、実際のデートやお見合いに備えた練習、パーティーなどでのパートナー役など、その利用用途は多岐にわたる。

## システム
依頼者は業者のホームページに掲載されたプロフィールなどを見て、日時と利用時間の希望とともにキャストを指名する。
指名が受理されると、キャストからメールやLINEが届き、当日のデートコース等を打ち合わせすることができる（キャストからの連絡は業者が用意した業務用のアドレス等で行われる）。
デート中、キャストは依頼客の恋人役になりきって振る舞う。キャストによっては手をつないだり、腕を組んだりすることもできる（ただしそれ以上のスキンシップや性的サービスは禁止されている）。追加料金を払えば利用を延長することもできる。業者によっては水着デート、手作り弁当などの有料オプションも用意している。
料金体系は業者によって異なるが、主に指名料（1時間当たりの利用料金）と出張料（待ち合わせ・解散場所により異なる）がかかる。キャストは人気度などでランク分けされており、ランクが高いと指名料が上がる。遠方での待ち合わせ・解散は交通費実費を別途徴収する場合がある。料金の支払いは当日キャストに直接支払うか、予めクレジットカードや銀行振り込みで業者に支払う。この他、デート中にかかる費用（飲食費など）もすべて依頼客が負担する。

## 禁止事項
多くの業者は以下のような禁止事項を設けている。

### 禁止行為
- 18歳未満の利用
- キャストが対応できる以上のスキンシップ
- 性的サービス
- 宿泊
- キャストの個人的な連絡先を聞き出すこと
- 業者を介さずにキャストと会うこと

### 禁止場所
- ドライブ
- 混浴温泉
- 依頼客の自宅
- ホテルの客室（ホテル内の飲食店は可）
- 性風俗店

## 問題点
2018年（平成30年）1月9日、インターネットの求人サイトに応募してきた女性に「他にもっと高給な仕事がある」「少し性的な要素がある方が稼げる」などと持ちかけて性風俗店の仕事を斡旋したとして、職業紹介会社の代表ら数人が職業安定法違反（有害業務の紹介）の疑いで逮捕された。
サイトでは「性的サービスはない」などとしてデート接客業などを募っていたが、実際にはファッションヘルスやソープランドなどの仕事を紹介していた。斡旋を受けた女性は数百人に上る。また、「女性が意に反する形で就労を強いられるケース」が横行する恐れがあるとの指摘がある。